# Набережное (Ивано-Франковская область)
Набережное (укр. Набережне) — село в Большовцевской поселковой общине Ивано-Франковского района Ивано-Франковской области Украины.
Население по переписи 2001 года составляло 71 человек. Занимает площадь 0,467 км². Почтовый индекс — 77141. Телефонный код — 03431.

## История
В 1946 году указом ПВС УССР село Библо переименовано в Набережное.